# 山口県道143号周防高森停車場線
山口県道143号周防高森停車場線（やまぐちけんどう143ごう すおうたかもりていしゃじょうせん）は、山口県岩国市を通る一般県道である。

## 概要
JR西日本岩徳線 周防高森駅から山口県道144号光玖珂線交点に至る。

### 路線データ
- 起点：岩国市周東町下久原（JR西日本岩徳線 周防高森駅前）
- 終点：岩国市周東町下久原（高森駅前交差点、山口県道144号光玖珂線交点）

## 歴史
- 1958年（昭和33年）10月1日 - 山口県告示第644号の2により認定される。
- 1972年（昭和47年） - 山口県の県道番号再編により現行の路線番号に変更される。
- 2006年（平成18年）3月20日 - 岩国市と玖珂郡に属する町村（和木町を除く）が対等合併して改めて岩国市が発足したことに伴い起終点の地名表記と読み方が変更される（玖珂郡周東町（しゅうとうちょう）下久原→岩国市周東町（しゅうとうまち）下久原）。

## 地理

### 通過する自治体
- 山口県
  - 岩国市

### 交差する道路
| 交差する道路          | 交差する場所 | 交差する場所          |
| --------------------- | ------------ | --------------------- |
| 山口県道144号光玖珂線 | 周東町下久原 | 高森駅前交差点 / 終点 |

### 沿線
- JR西日本岩徳線 周防高森駅